# Orgnac-sur-Vézère
Orgnac-sur-Vézère är en kommun i departementet Corrèze i regionen Nouvelle-Aquitaine i de centrala delarna av Frankrike. Kommunen ligger  i kantonen Vigeois som tillhör arrondissementet Brive-la-Gaillarde. År 2022 hade Orgnac-sur-Vézère 321 invånare.

## Befolkningsutveckling
Antalet invånare i kommunen Orgnac-sur-Vézère
Referens:INSEE